# Martinho António Pereira da Silva

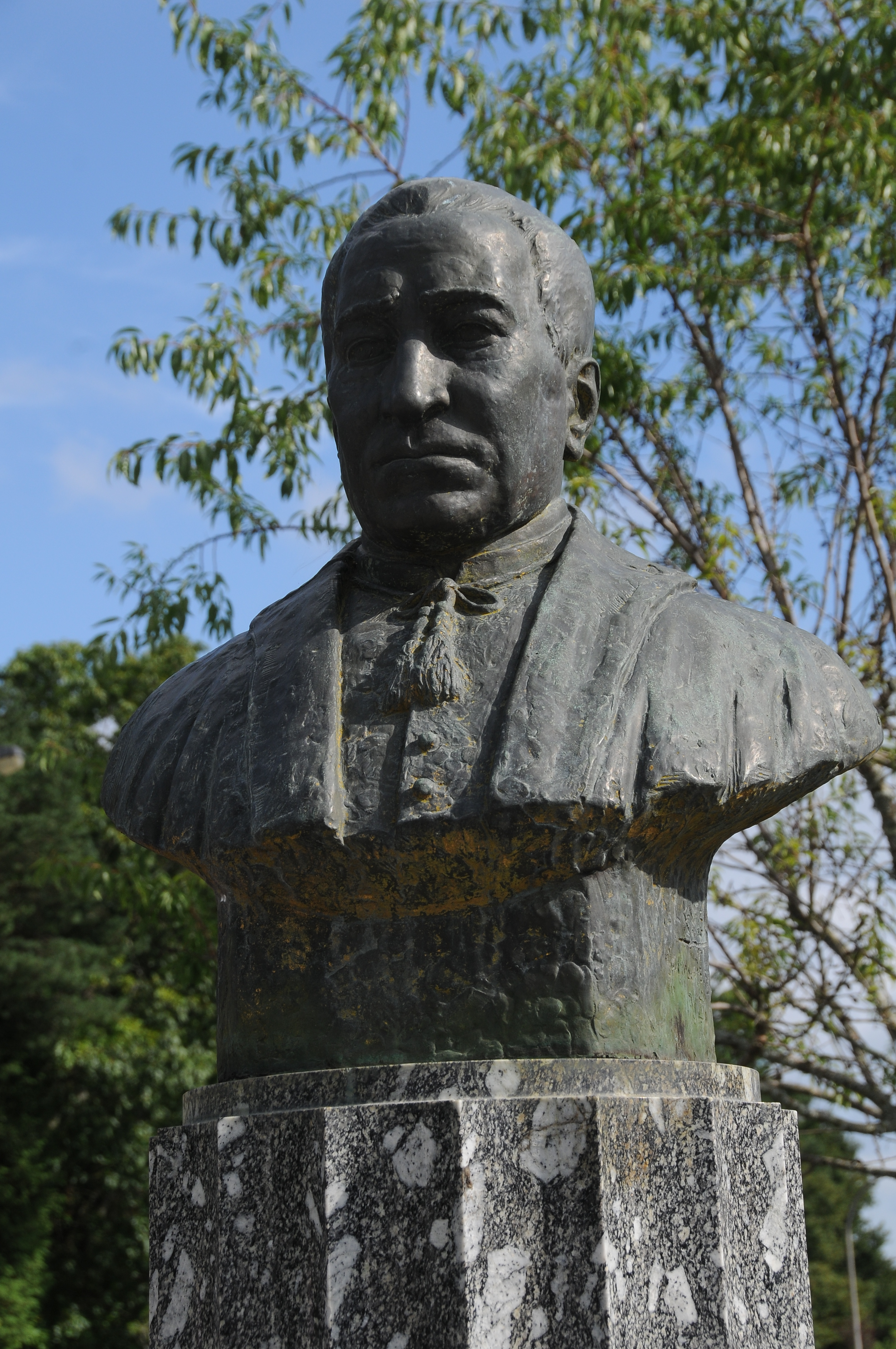
Busto no Sameiro

Martinho António Pereira da Silva (Semelhe, 8 de Outubro de 1812 - Vila do Conde, 9 de Abril de 1875) foi um religioso católico de Portugal. 
Foi ordenado sacerdote em Dezembro de 1843. Exerceu os cargos de examinador pro-sinodal do arcebispado de Braga e professor de Teologia moral no seminário bracarense . É considerado o fundador do Santuário do Sameiro (1871).

## Obras publicadas
É autor das seguintes obras: 
- Programma para a solemne dedicação ou consagração do magnifico templo do real santuario do Bom Jesus do Monte, nos suburbios de Braga, approvado pelo ex.mo e rev.mo sr. Arcebispo primaz (Lisboa, 1857);
- Dedicação ou consagração solemne do magnifico templo do real santuario do Bom Jesus do Monte, etc., celebrada em 10 de agosto de 1857 pelo. ex.mo e rev.mo sr. Arcebispo primaz (Braga, 1857);
- Sermões selectos do fallecido padre Martinho Antonio Pereira da Silva, coordenados e enriquecidos com uma noticia biográfica, e ilustrados com o retrato do autor (ed. póstuma, 1878, 3 volumes).
- Traduziu do francês o Resumo da vida de Santo Afonso Maria de Ligorio, fundador da congregação do Santissimo Redemptor (Porto, 1852; segunda edição, Porto, 1855).